# Haricot de Soissons (bonbon)
Ne doit pas être confondu avec Haricot de Soissons.
Le bonbon Haricot de Soissons est une spécialité des confiseurs de la ville de Soissons, dans le département de l'Aisne.

## Historique
Le haricot de Soissons en tant que bonbon apparaît pendant l’entre-deux-guerres.
Le confiseur M. Jaquin développa la production industrielle. Depuis, la production a été délocalisée en Île-de-France.

## Caractéristiques
Le haricot de Soissons est un bonbon praliné feuilleté, enrobé d’une fine couche de sucre de couleur beige, imitant la forme d’un grain de haricot de Soissons. La friandise se décline en deux versions, nature ou chocolat.
Ces friandises sont vendues principalement dans des petits sacs en jute ou dans des sachets en plastique transparent.